# Darrel Brown
Darrel Brown (Arima (Trinidad y Tobago), 11 de octubre de 1984) es un atleta trinitense, especialista en la prueba de relevos 4 x 100 m, con la que llegó a ser tres veces subcampeón del mundo en Edmonton 2001, Helsinki 2005 y Berlín 2009.

## Carrera deportiva
En el Mundial de Edmonton 2001 gana la plata en 4 x 100 m, con un tiempo de 38,58 segundos (récord nacional), tras los sudafricanos y por delante de los australianos.
Dos años después, en el mundial de París 2003 gana la plata en los 100 metros, tras el cristobalense Kim Collins y por delante del británico Darren Campbell.
Y en los mundiales de Helsinki 2005 y Berlín 2009 vuelve a conseguir la plata en los relevos 4 x 100 m, tras Francia y por delante de Reino Unido en el primer caso, y tras Jamaica y por delante de Reino Unido en la segunda ocasión. 